# Softengine
Softengine är ett finskt indieinspirerat rockband ifrån Finland, Seinäjoki. Gruppen skapandes 2011 men först 2013 kom de igång med sin karriär. Softengine representerade Finland i Eurovision Song Contest 2014 i Köpenhamn med låten Something Better. De tävlade i den andra semifinalen och placerade sig som 3:e och kom därmed till final. I finalen den 10 maj 2014 slutade de på en 11:e plats.
Under hösten 2014 släpptes deras andra singel "Yellow House" och några månader senare utkom deras debutalbum "We Created The World" tillsammans med singeln "The Sirens".

## Diskografi

### Album
- 2014 - We Created The World

### Singlar
- 2014 - Something Better
- 2014 - Yellow House
- 2014 - The Sirens